# Evil Unleashed
Evil Unleashed es el primer disco en estudio de la banda española de thrash metal Angelus Apatrida lanzado el 13 de marzo de 2006.

## Formación
- David G. Álvarez: Guitarra rítmica / solista - Coros
- Víctor Valera: Batería y coros
- Guillermo Izquierdo: Guitarra rítmica / solista - Voz
- José J. Izquierdo: Bajo y coros

## Lista de canciones
1. "Overture: The Dictate" - 00:54
2. "Versus the World" - 5:11
3. "Fuck You" - 4:26
4. "Backbone Crusher" - 4:19
5. "Gone Away" - 5:16
6. "Time to Rise Hell" - 4:04
7. "Negotiating the Clowns" - 4:12
8. "The Thornmaker" - 3:55
9. "Sons of Revolution" - 4:55
10. "Hereditary Genius" - 4:09
11. "Killers and Killed" - 4:55
12. "Domination" - 5:10